# Dólar mongol
El dólar mongol (en mongol: Монгол доллар Mongol dollar; llamado también lan, en mongol: лан lan) era la moneda usada en Mongolia de 1921 a 1925. Los billetes fueron emitidos en 1921 bajo la dictadura del barón Roman Ungern von Sternberg. Se emitieron los billetes de 10, 20, 50 y 100 dólares. Fue pensado para reemplazar el yuan chino, pero según los viajeros europeos de aquellos tiempos era sin valor. En 1924 se imprimió más billetes (de 50 céntimos, y 1, 3, 5, 10 y 25 dólares), pero no han sido emitidos. El dólar junto a otras monedas usadas en el territorio de Mongolia fue reemplazado en 1925 por el tugrik.

## Diseño
Los billetes del dólar mongol tenían imágenes de varios animales:
- los billetes de 10 dólares mostraban la imagen de una oveja,
- los billetes de 20 dólares mostraban la imagen de un búfalo,
- los billetes de 50 dólares mostraban la imagen de un caballo,
- los billetes de 100 dólares mostraban la imagen de un camello.

Los billetes fueron imprimidos en Ulán Bator, llamada antes Urga.